# نورينكو سي كيو
نورينكو سي كيو، أو نورينكو CQ، هي النسخة الصينية غير المرخصة لبندقية إم 16 الأمريكية وتنتجها شركة نورينكو الصينية (شركة صناعات شمال الصين). وتبعاً لموقع شركة نورينكو فإن اسم البندقية الرسمي هو سي كيو 5.56 (Norinco CQ 5.56) رمزاً لعيارها. يمكن ملاحظة الاختلاف بينها وبين بقية بنادق إم 16، وشقيقاتها من طراز AR-15، بأن قبضتها شبيهة بقبضة المسدسات الدَّوارة. تنتج أيضاُ في إيران والسودان.

## نُسخٌ عنها
قامت إيران ومن بعدها السودان بصنع نسخِ عن بندقية نورينكو المستنسخة أساساَ، وكان ذلك خلال عقد التسعينيات.

### إيران
قامت منظمة الصناعات الدفاعية الإيرانية، بالفارسيّة سازمان صنایع دفاع، بعمل نسخة عنها باستخدام تقنية الهندسة العكسية وأنتجت عدة بنادق غير مرخصة أيضاً منها بندقية فاتح 5.56 التي كشف عنها بسنة 2014.

### السودان
قامت هيئة التصنيع الحربي في السودان بإنتاج البندقية تيراب بناءاً على النموذج الصيني.

## الاستخدام في الحروب
على الرغم من صعوبة اقتفاء أثر الأسلحة لكثرة الحروب في العالم، لكن ظهر استخدام للبندقية بنسختها الإيرانية، وربما السودانية أيضاَ، في الحرب في سوريا.

## المستخدمون
- أفغانستان
- إيران
- باراغواي
- تايلاند
- جنوب السودان
- السنغال
- السودان
- سوريا
- الصين
- غانا
- كمبوديا
- كوريا الشمالية
- ليبيا
- ماليزيا
- ميانمار